# Jeffrey Van Hooydonk

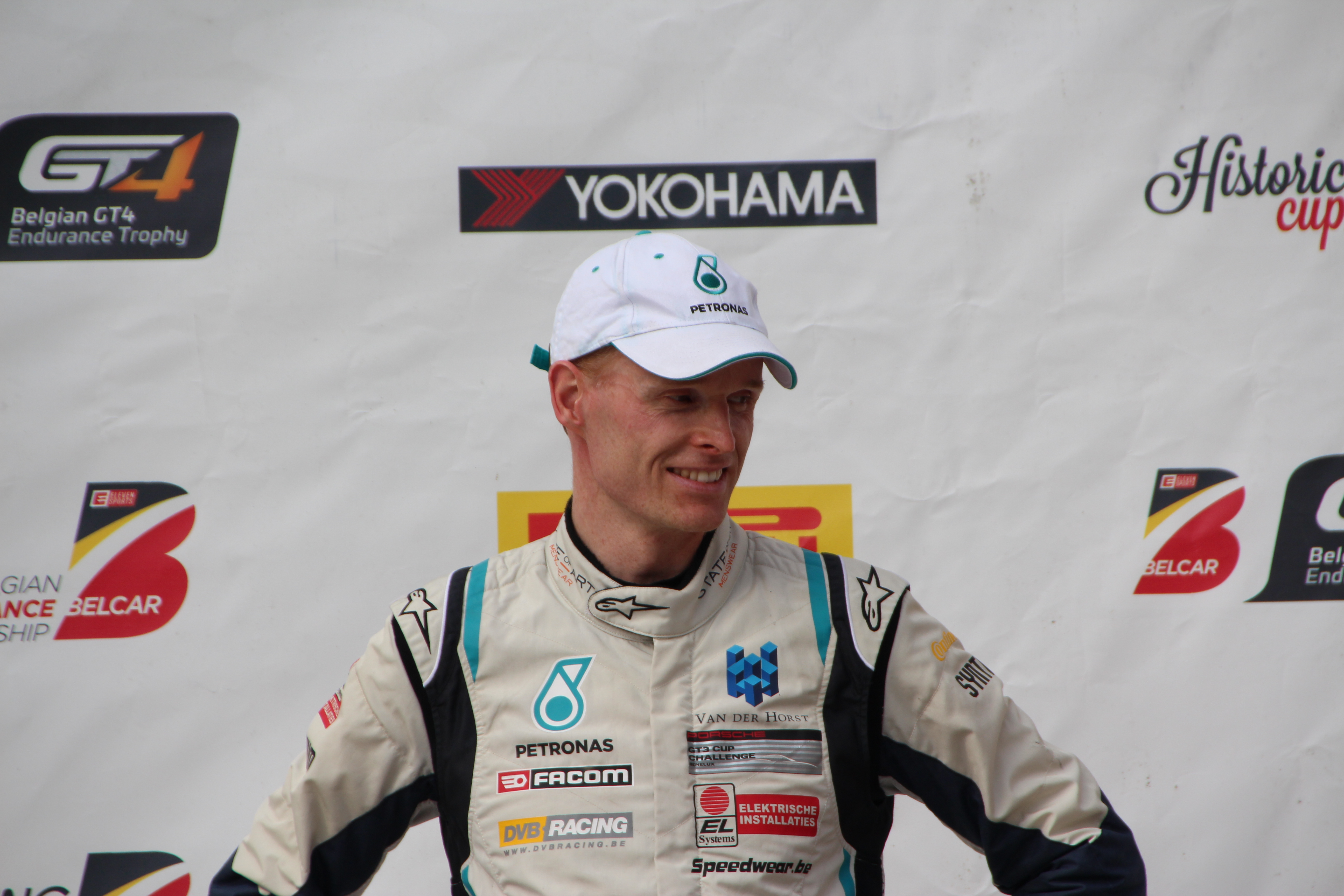
Jeffrey Van Hooydonk, 2018

Jeffrey Van Hooydonk (* 1. Oktober 1977 in Antwerpen) ist ein belgischer Rennfahrer.

## Karriere
Van Hooydonk begann 1990 mit dem Motorsport als Kartfahrer. 1995 wechselte Van Hooydonk in den Formelsport in die deutsche Formel Renault 1700 und startete ein Jahr später in der deutschen Formel Renault 2000. In beiden Jahren gewann er die Vizemeisterschaft. Darauf gewann er 1997 den Meistertitel des Formel Renault 2.0 Eurocups. Ein Jahr später wechselte Van Hooydonk in die deutschen Formel-3-Meisterschaft, in der er den sechsten Gesamtrang belegte.
1999 wurde er von Witmeur KTR für die Formel 3000 verpflichtet. Er erzielte als Vierter einmal Punkte und belegte den 17. Platz im Gesamtklassement. 2000 blieb Van Hooydonk bei Witmeur KTR und nahm seine zweite Formel-3000-Saison in Angriff. Der Belgier wurde erneut einmal Vierter und belegte diesmal den 19. Platz in der Meisterschaftswertung. Darüber hinaus nahm er an einem Rennen der American Le Mans Series teil.
2001 verließ Van Hooydonk die Formel 3000 in Richtung belgische Procar Serie, in der er den Vizemeistertitel gewann. Nachdem der Belgier 2002 erneut in der deutschen Formel-3-Meisterschaft gefahren und Fünfter geworden war, kehrte er 2003 in die Formel 3000 zurück. Für das belgische Team Astromega startete er bei sechs von zehn Rennen und belegte den 13. Gesamtrang. Außerdem fuhr er ein Rennen in der FIA-GT-Meisterschaft. 2004 begann Van Hooydonk seine vierte Formel-3000-Saison bei Coloni Motorsport. Nach vier Rennen, in denen er dreimal Punkte erzielte, tauschte er mit Patrick Friesacher die Cockpits und bestritt den Rest der Saison für Super Nova Racing. In der Gesamtwertung belegte er den elften Gesamtrang.
Nachdem Van Hooydonk 2005 kein Cockpit in der GP2-Serie, der Nachfolgeserie der Formel 3000, gefunden hatte, ging er im Mégane Trophy Eurocup an den Start und wurde Vierter in der Gesamtwertung. Nach zwei Jahren Pause kehrte Van Hooydonk 2008 in die belgische GT-Meisterschaft zurück und belegte den achten Platz im Gesamtklassement. 2009 startete Van Hooydonk bei den 24-Stunden-Rennen von Spa-Francorchamps und Zolder.
Außerdem sammelte Van Hooydonk 2005 Erfahrungen in einem Formel-1-Auto, als er Testfahrten für MF1 Racing absolvierte.

## Statistik

### Karrierestationen
- 1990–1994: Kartsport
- 1995: Deutsche Formel Renault 1700 (Platz 2)
- 1996: Deutsche Formel Renault 2000 (Platz 2)
- 1997: Formel Renault 2.0 Eurocup (Meister)
- 1998: Deutsche Formel-3-Meisterschaft (Platz 6)
- 1999: Formel 3000 (Platz 17)
- 2000: Formel 3000 (Platz 19)
- 2001: Belgische Procar Serie (Platz 2)
- 2002: Deutsche Formel-3-Meisterschaft (Platz 5)
- 2003: Formel 3000 (Platz 13)
- 2004: Formel 3000 (Platz 11)
- 2005: Mégane Trophy Eurocup (Platz 4)
- 2008: Belgische GT-Meisterschaft (Platz 8)
- 2009: 24-Stunden-Rennen von Spa-Francorchamps (Platz 4); 24-Stunden-Rennen von Zolder (Platz 5)

### Le-Mans-Ergebnisse
| Jahr | Team             | Fahrzeug       | Teamkollege  | Teamkollege  | Platzierung | Ausfallgrund |
| ---- | ---------------- | -------------- | ------------ | ------------ | ----------- | ------------ |
| 2000 | Mopar Team Oreca | Reynard 2KQ-LM | Didier André | Didier Theys | Rang 20     |              |